# Darrow Hooper
Pour les articles homonymes, voir Hooper.
Clarence Darrow Hooper  (né le 30 janvier 1932 à Fort Worth et mort le 19 août 2018) est un athlète américain, spécialiste du lancer du poids.

## Carrière
Étudiant à la Texas A&M University, Darrow Hooper remporte le titre NCAA 1951 ainsi que les sélections olympiques américaines de 1952 en mettant fin à la série de 116 victoires de son compatriote Jim Fuchs. Aux Jeux olympiques d'Helsinki, il remporte la médaille d'argent du lancer du poids en établissant la marque de 17,39 m, s'inclinant finalement face à l'autre Américain Parry O'Brien, ancien détenteur du record mondial de la discipline.

### Palmarès
| Date | Compétition     | Lieu     | Résultat | Marque  |
| ---- | --------------- | -------- | -------- | ------- |
| 1952 | Jeux olympiques | Helsinki | 2e       | 17,39 m |

### Records
| Épreuve          | Performance | Lieu | Date |
| ---------------- | ----------- | ---- | ---- |
| Saut à la perche | 17,41 m     |      | 1952 |